# Willy Mignot

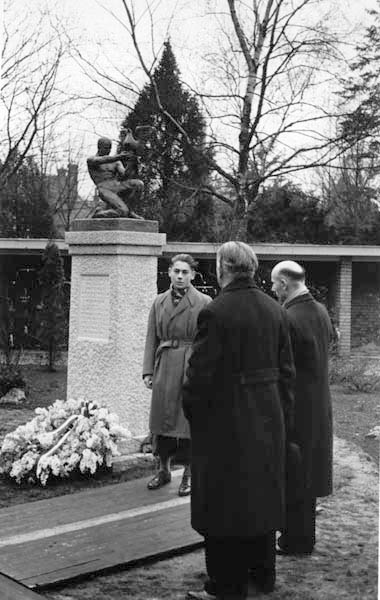
Oorlogsmonument voor de PLEM in Maastricht. Het beeld werd in januari 1948 onthuld door commissaris van de koningin Frans Houben (rechts op de foto).

Willem (Willy) Mignot (Eindhoven, 11 november 1915 – Hapert, 2 juni 1972) was een Nederlands beeldhouwer.

## Leven en werk
Willy Mignot was een zoon van de katholieke sigarenfabrikant Rémi Mignot (1878-1953) en Nathalie Deurvorst (1881-1956). Vader was directeur van de door diens vader opgerichte fabriek Mignot & De Block. Hoewel vader de voorkeur gaf aan een militaire loopbaan voor zijn zoon, wilde Willy liever schilder worden. Na het behalen van zijn hbs-a-diploma in 1935 mocht hij naar Amsterdam vertrekken. Hij volgde er twee jaar lang schilder- en tekenlessen bij Gé Röling, waarna hij in 1938 het toelatingsexamen voor de Rijksakademie van beeldende kunsten kon doen. Hij werd toegelaten tot de schilderklas van J.H. Jurres. Naast schilderlessen kregen de leerlingen een dag in de week beeldhouwen. Mignot voelde zich aangetrokken tot de klei en het ruimtelijk werken en maakte na een jaar de overstap naar de beeldhouwklas van Jan Bronner. Tijdens de laatste twee oorlogsjaren verbleef Mignot in Eindhoven, hij werkte vanuit daar mee aan de restauratie van de Grote Kerk in Breda. Na de oorlog keerde hij terug naar Amsterdam om zijn studie af te ronden. In 1947 trouwde hij met Ineke Gelissen, een dochter van Henri Gelissen, oud-minister en president-commissaris van Mignot & De Block. Het paar vestigde zich in Laren. Na een scheiding hertrouwde hij in 1967 met Joyce Franssen (1923-1995), met wie hij het jaar erop naar Hapert verhuisde.
Mignot maakte onder meer portretten, figuur- en diervoorstellingen in hout, steen en brons, hij schilderde en tekende ook. Hij was lid van Arti et Amicitiae en de Gooische Schildersvereniging. Hij nam enkele keren deel aan exposities. Tot de weinige andere kunstenaars met wie hij contact had behoorden Pieter d'Hont, die hij aan de Rijksakademie had leren kennen, Kees Schrikker, bij wiens  tekenclub Mignot zich aansloot en Toon Rädecker, die een aantal malen als voorhakker voor hem werkte.
Willy Mignot overleed op 56-jarige leeftijd, hij werd begraven op begraafplaats St. Calixtus in Eindhoven. 

## Enkele werken
- 1948 – oorlogsmonument, geknielde mansfiguur met vogel, voor de tuin van het PLEM-kantoor aan de Prins Bisschopsingel in Maastricht.[4]
- 1951 – portretplaquettes van dr. E.P.A. van den Bogaert en prof.dr. L.Th. Pompe, psychiatrisch ziekenhuis Coudewater, Rosmalen.
- 1956 – Monument voor de Vrouw, Parklaan, Eindhoven
- 1956 – Ik kom, ik ga, fries van achtenhalf meter voor het station Eindhoven.
- 1958 – beeld van Petrus Canisius voor de Sint-Jansbasiliek in Laren.[5]
- 1958 – vier reliëfs met dierenriemtekens voor de fontein op het Floraplein in Eindhoven. De Florafontein was een geschenk van het 100-jarig Mignot & De Block aan de stad.
- 1959 – De smid en zijn leerling, Piuslaan, Eindhoven.
- 1959 – Man met kind en vrouw met stier, bronzen reliëfs voor de Maascentrale in Buggenum.
- 1959 – portretplaquette van Anton Philips, teakhout, voor Philips in Maarheeze.
- 1960 – buste ir. B.F. Huese, tuin gemeentehuis Blaricum.
- 1961 – buste Jaap Dooijewaard, collectie Singer Laren.
- 1964 – borstbeeld van professor J.C. van Staveren, KEMA-directeur, in Arnhems Buiten (voormalig KEMA-terrein), Arnhem.
- 1964 – borstbeeld van Henri Gelissen, PLEM, Maastricht.
- 1969 – De Schaapherder, bij de Johanneskerk in Laren.
- 1971 – De Kuuskesrijder, Muziektuin, Hapert.

## Galerij

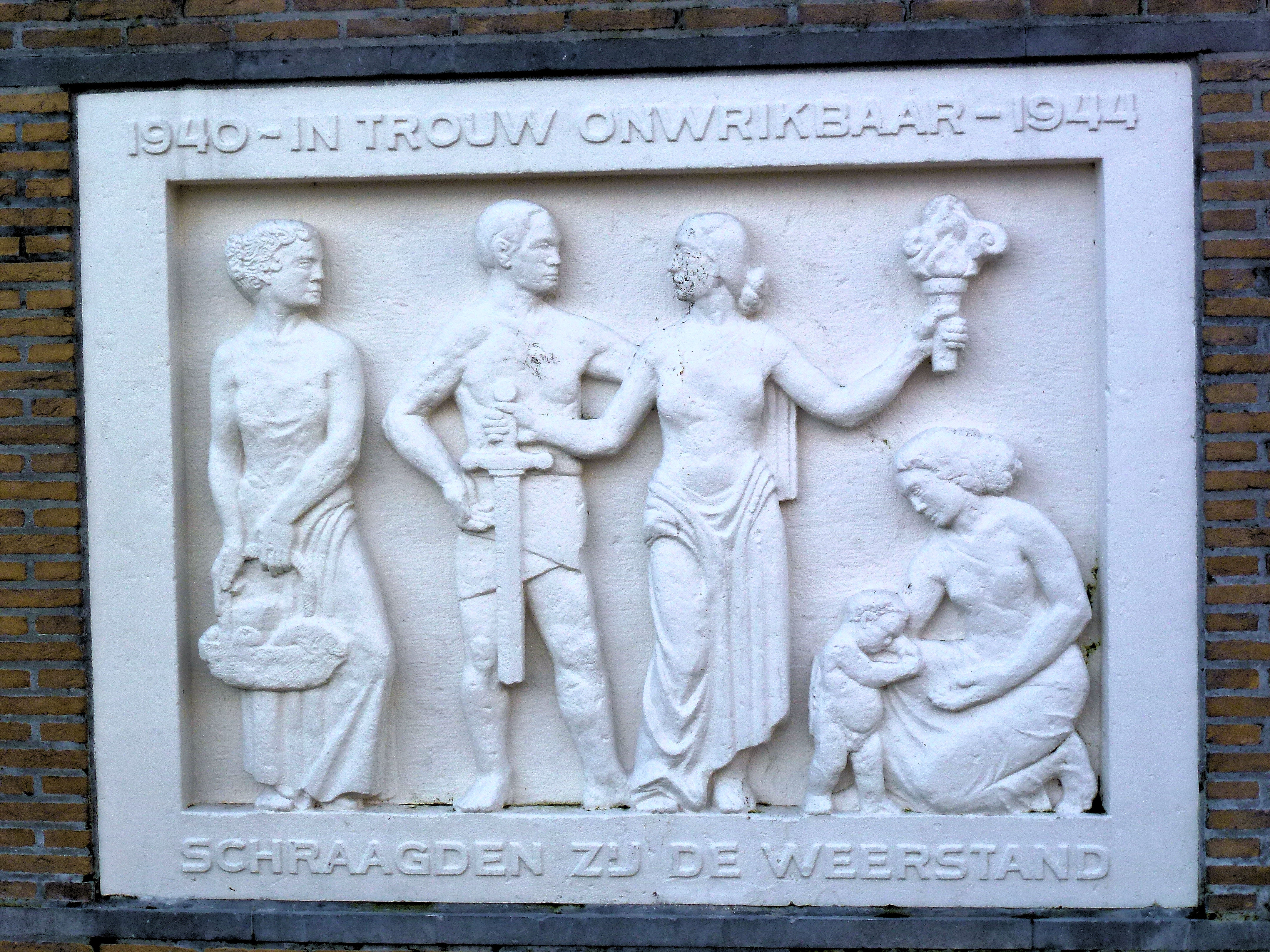
Monument voor de Vrouw
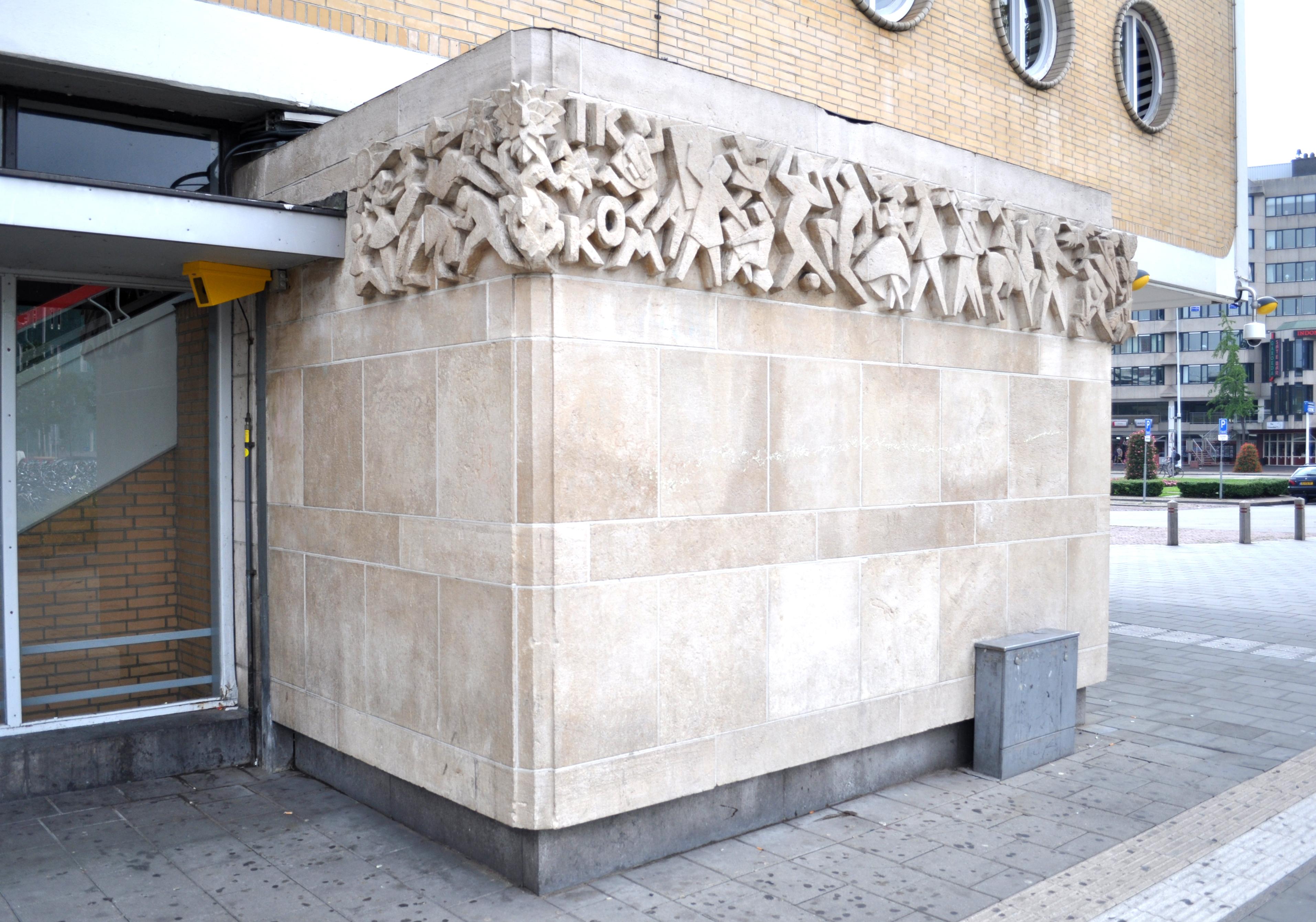
Ik kom, ik ga
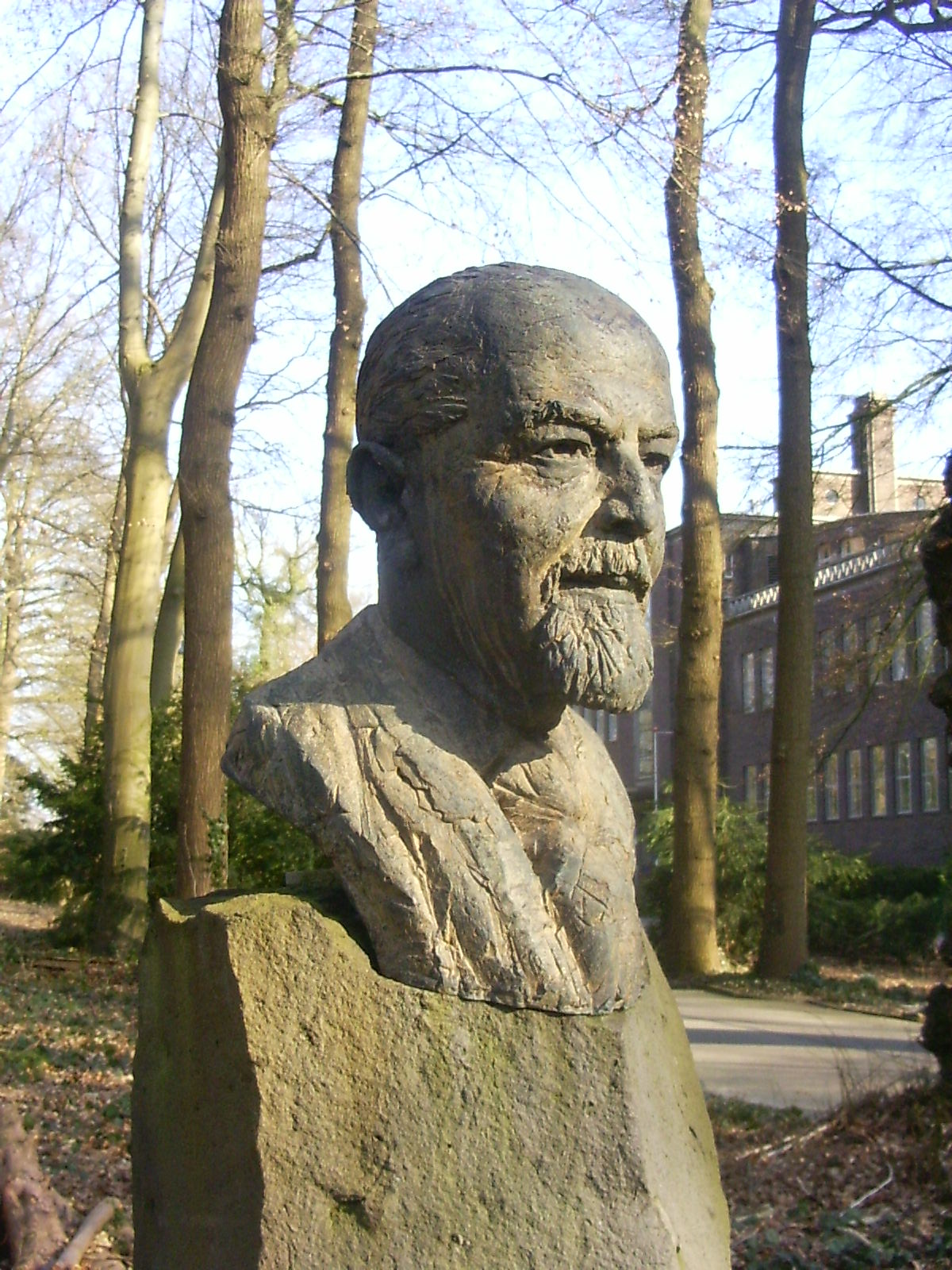
J.C. van Staveren
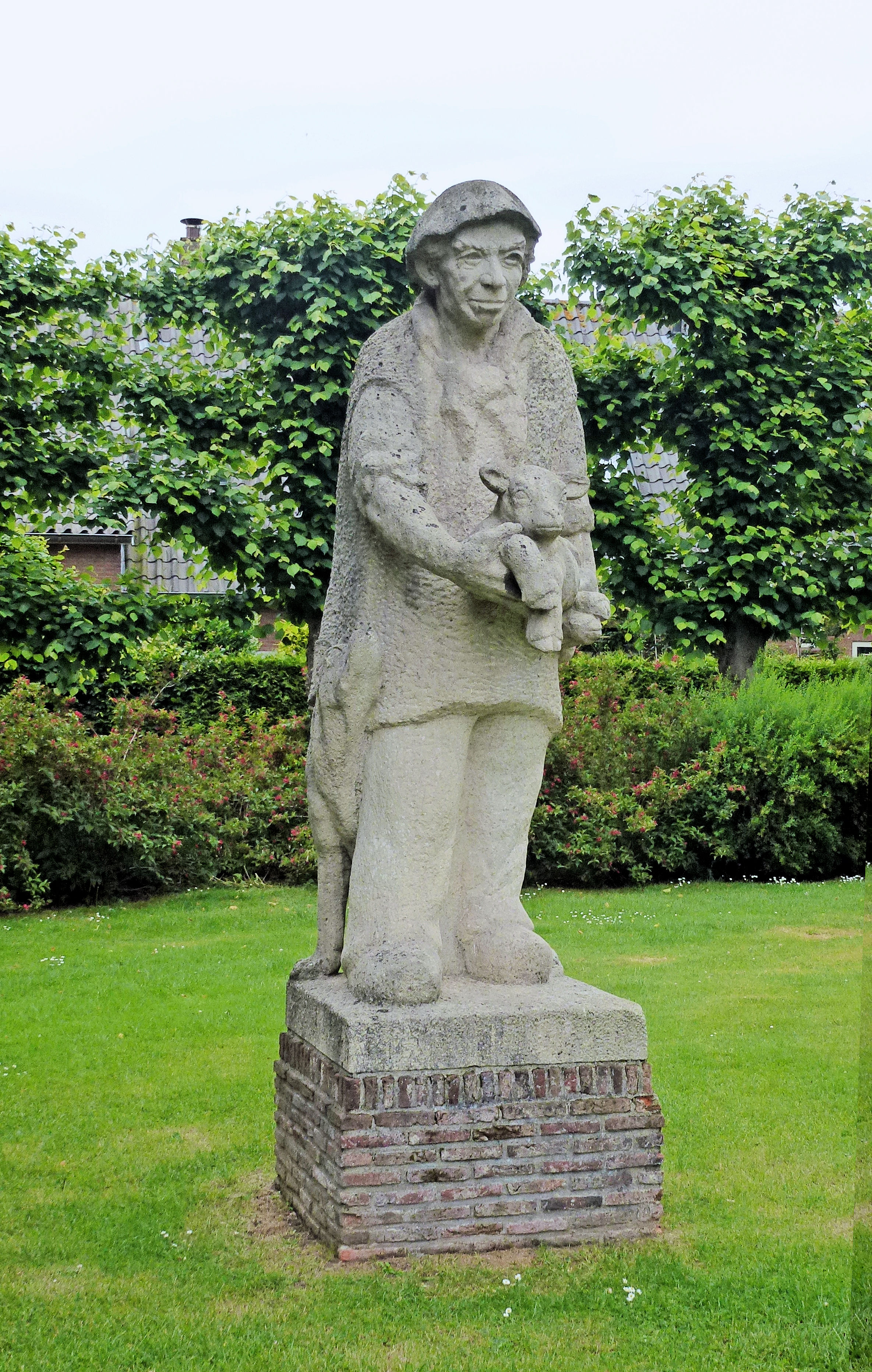
De Schaapherder

- Bibliothèque nationale de France: cb13535439d (data)
- Biografisch Portaal: 26862180
- Gemeinsame Normdatei: 120905973
- International Standard Name Identifier: 0000 0000 3436 2078
- Library of Congress Control Number: n99015513
- Nederlandse Thesaurus van Auteursnamen: 171709748
- RKD-Nederlands Instituut voor Kunstgeschiedenis: 56049
- Système universitaire de documentation: 050533665
- Virtual International Authority File: 72236032
- WorldCat: E39PBJxRx7phvDF679fMWWxqwC